# Mago (rivière)
 (signalé en juin 2025).
Si vous disposez d'ouvrages ou d'articles de référence ou si vous connaissez des sites web de qualité traitant du thème abordé ici, merci de compléter l'article en donnant les références utiles à sa vérifiabilité et en les liant à la section « Notes et références ».
- Archive Wikiwix
- Bing
- Cairn
- DuckDuckGo
- E. Universalis
- Gallica
- Google
- G. Books
- G. News
- G. Scholar
- Persée
- Qwant
- (zh) Baidu
- (ru) Yandex
- (wd) trouver des œuvres sur Wikidata

Pour les articles homonymes, voir Mago (homonymie).
Mago (ou Magi) est une rivière du sud de l'Éthiopie, entièrement située dans la Zone Debub Omo des Nations, Nationalités, et Région populaire. Il rejoint la rivière Neri pour former la rivière Usno, un affluent de la rivière Omo.